# Zwartkeelspecht
De zwartkeelspecht (Campephilus melanoleucos) is een vogel uit de familie Picidae (Spechten).

## Verspreiding en leefgebied
Deze soort is wijdverbreid in Zuid-Amerika en Panama en telt drie ondersoorten:
- C. m. malherbii: van westelijk Panama tot noordelijk en centraal Colombia.
- C. m. melanoleucos: van Colombia tot de Guiana's, zuidelijk naar Bolivia, Paraguay en noordoostelijk Argentinië.
- C. m. cearea: oostelijk en zuidelijk Brazilië.

## Status
De grootte van de populatie is in 2019 geschat op 5-50 miljoen volwassen vogels. Op de Rode lijst van de IUCN heeft deze soort de status niet bedreigd.